# ジュゼッペ・ジェンティーレ
ジュゼッペ・ジェンティーレ（Giuseppe Gentile、1943年9月4日 ‐ ）は、イタリア・ローマ出身の元陸上競技選手。三段跳の元世界記録保持者。1968年メキシコシティオリンピックの銅メダリストである。

## 経歴
1968年10月16日、メキシコシティオリンピック男子三段跳の予選で17m10の世界新記録を樹立し、ポーランドのヨゼフ・シュミットが持つ従来の記録を8年ぶりに7cm更新した。勢いは止まらず、翌日の決勝でも1回目の跳躍で17m22の世界新記録を樹立し、1回目の跳躍を終えた時点で唯一の17m超えでトップに立った。2回目の跳躍を終えた時点でもトップに立ち、このまま優勝かと思われたが、ソビエト連邦のヴィクトル・サネイエフが3回目の跳躍で17m23、ブラジルのネルソン・プルデンシオが5回目の跳躍で17m27、ヴィクトル・サネイエフが6回目の跳躍で17m39と世界新記録が3回も飛び出し、結局ジェンティーレはヴィクトル・サネイエフ（17m39）、ネルソン・プルデンシオ（17m27）に次ぐ銅メダルに終わった。

## 自己ベスト
- 記録欄の（　）内の数字は風速（m/s）を意味する。

| 種目   | 記録        | 年月日         | 場所           | 備考       |
| 屋外   | 屋外        | 屋外           | 屋外           | 屋外       |
| ------ | ----------- | -------------- | -------------- | ---------- |
| 三段跳 | 17m22 (0.0) | 1968年10月17日 | メキシコシティ | 元世界記録 |

## 主要大会成績
- 備考欄の記録は当時のもの

| 年   | 大会                      | 場所           | 種目   | 結果 | 記録        | 備考     |
| ---- | ------------------------- | -------------- | ------ | ---- | ----------- | -------- |
| 1962 | ヨーロッパ選手権 (en)     | ベオグラード   | 三段跳 | 予選 | 15m16       |          |
| 1963 | 地中海競技大会 (en)       | ナポリ         | 三段跳 | 2位  | 15m50       |          |
| 1966 | ヨーロッパ選手権 (en)     | ブダペスト     | 三段跳 | 9位  | 16m15       |          |
| 1967 | 地中海競技大会 (en)       | チュニス       | 三段跳 | 2位  | 16m04       |          |
| 1967 | ユニバーシアード (en)     | 東京           | 三段跳 | 3位  | 15m84       |          |
| 1968 | オリンピック              | メキシコシティ | 三段跳 | 3位  | 17m22 (0.0) | 世界記録 |
| 1969 | ヨーロッパ選手権 (en)     | アテネ         | 三段跳 | 7位  | 16m03       |          |
| 1970 | ヨーロッパ室内選手権 (en) | ウィーン       | 三段跳 | 7位  | 16m12       |          |
| 1971 | ヨーロッパ選手権 (en)     | ヘルシンキ     | 三段跳 | 12位 | 14m00       |          |
| 1972 | オリンピック              | ミュンヘン     | 三段跳 | 予選 | 16m04       |          |

## 映画出演
- 王女メディア Medea (1969)